# 血戰板栗介
血戰板栗介（学名：Castanoleberis hsuehchan）为光面介科板栗介屬下的一个种。